# 珠儿
珠儿·克尔奇（1974年5月23日—），艺名珠儿（Jewel），美国创作歌手、吉他手、演员和诗人。她四次获得格莱美奖提名，专辑的全球销量超过2700万。
珠儿的首张专辑《Pieces of You》于1995年2月28日发行，成为有史以来首张专辑发行量最高的专辑之一，15次创下白金唱片销量的记录。这张专辑中的一首单曲《谁将拯救你的灵魂》（Who Will Save Your Soul）在公告牌百强单曲榜（Billboard Hot 100）上最高排名第11位；另外两首单曲，《You Were Meant for Me》和《Foolish Games》，也在公告牌百强单曲榜上分别荣登第2名和第7名的宝座，并且被收录到告示牌1997年年底的单曲榜中。珠儿在她的音乐生涯中混合了多种音乐流派。《Perfectly Clear》是她的首张乡村音乐专辑，2008年由Valory音乐公司发行。这张专辑首次荣登美国告示牌最热门乡村专辑的第1名，其中比较著名的三首单曲是《Stronger Woman》、《I Do》和《Til It Feels Like Cheating》。2009年5月，珠儿发行了她的首张独立专辑《Lullaby》。

## 早年生活
珠儿出生于犹他州佩森。出生后不久，珠儿一家搬到阿拉斯加侯墨。珠儿的祖父。尤尔·克尔奇（英文：Yule Kilcher）来自瑞士，定居于美国，是阿拉斯加州的宪法会议代表和州议员。尤尔还创造了首次穿越哈汀冰原（Harding Icefield）的记录。珠儿从祖父那里继承了瑞士血统。她是女演员的欧琳卡·克尔奇（英文：Q'orianka Kilcher）的堂兄妹。她的青少年时期大部分是在侯墨度过的，她与她的父亲亚兹·克尔奇（英文：Atz Kilcher）住在一起。她居住的房子没有屋内供水系统；而是有一个简单的屋外厕所。她和她的父亲有时在酒吧和酒馆靠唱歌为生。正是这些经历使她学会了用真假嗓音陡然互换地唱歌，她的许多歌曲都具有这种特点。她的父亲是一个近代圣徒，但是就在珠儿八岁前不久，她和她的父亲开始不去教堂。
珠儿在密歇根州特洛肯的特洛肯艺术院校学习弹吉他，她的专业是歌剧唱腔。16岁时，她开始写歌。在学校时，她有时会在密歇根州的特拉弗斯市的雷咖啡厅演唱。
珠儿一度为贫穷所困，住在她的大篷车中，在美国各处进行一些爵士乐演奏和街头艺术。珠儿在加利福尼亚州圣地亚哥的Innerchange咖啡厅和Java Joe’的演唱为她获得了一些赞誉。她的朋友，史蒂夫·波尔兹的乐队The Rugburns也在此处演出。后来，珠儿与波尔兹共同创作了一些歌曲，包括《You Were Meant for Me》。（波尔兹在这首歌曲的第2个更为知名的音乐电视中出现。）1997年，The Rugburns乐队参加珠儿的Tiny Lights巡回演出。在珠儿1999年的Spirit World巡回演出中，波尔兹出现在珠儿乐队中，担任吉他手。

## 个人生活
2008年8月7日，珠儿和荣获九次牛仔竞技世界冠军的牛仔泰·莫瑞于相恋十年后，在巴哈马群岛喜结连理。这对夫妇住在 德克萨斯州史蒂芬维尔镇的一个面积为2200英亩的农场上。他们曾在美国广播公司的情景剧《过度翻新：家庭版》中担任嘉宾名人助理。
2011年1月11日，这对夫妇宣布他们的第一个孩子出生，后来证实是个男孩。
2011年3月11日，珠儿在回德克萨斯州史蒂芬维尔镇的路上遭遇车祸，不过只受了一些轻伤。

## 音乐生涯

### 早期
1993年，麦克·巴扎里（以红辣椒乐队（Red Hot Chili Peppers））著名的Flea（音乐家））遇到珠儿，此前他曾在一家咖啡店看过她的演唱。他们回到她的敞篷车里，整晚呆在一起，珠儿给了他一些歌曲。他形容她的嗓音“优美”、“激动人心”。她形容他的声音“温柔、深情”。
1993年8月，圣地亚哥当地的一个叫做Rust的乐队的领唱约翰·霍根（John Hogan）打电话给Inga Vainshtein，告诉她有个女歌手每周四在当地的一家咖啡店演唱，就这样Inga Vainshtein发现了珠儿。Vainshtein同 大西洋唱片（Atlantic Records）的一个代表一起开车到Innerchange咖啡店，演出结束后，他们打电话给大西洋唱片西海岸公司负责人丹尼·戈德堡。此时，珠儿甚至还没有一张样本唱片。戈德堡提出出资为珠儿录制一些歌曲。前任电影制片执行官Vainshtein成为珠儿的经纪人，想方设法让唱片公司给珠儿开出一个优厚的价格，珠儿因此与大西洋唱片签约，还受邀《时代杂志》时代杂志担任封面人物，这是大西洋唱片的艺术家首次担任《时代》封面人物。她的第一张录音棚录音是与 布鲁斯·罗伯合作的， 布鲁斯·罗伯制作、策划并混合了她的样本唱片。珠儿19岁时录制了她的首张专辑《Pieces of You》，这张专辑于1995年发行。珠儿是在尼尔·杨的农场上的录音棚中录制这张专辑的，专辑的录制由尼尔·杨的乐队The Stray Gators提供支持。该乐队还曾为尼尔·杨的两张专辑《Harvest》和《Harvest Moon》演奏过。专辑《Pieces of You》由本·基思（Ben Keith）制作。本·基思在The Stray Gators乐队中担任夏威夷吉他手。这家专辑的部分歌曲在圣地亚哥的Innerchange咖啡店现场演奏过。这张专辑在公告牌二百强专辑榜上停留了两年，最高的时候位列第4名。这张专辑还包括流行单曲《You Were Meant for Me》、《谁将拯救你的灵魂》和《Foolish Games》。这张专辑的最终销量仅在美国就超过了1200万张。

### 巅峰时期

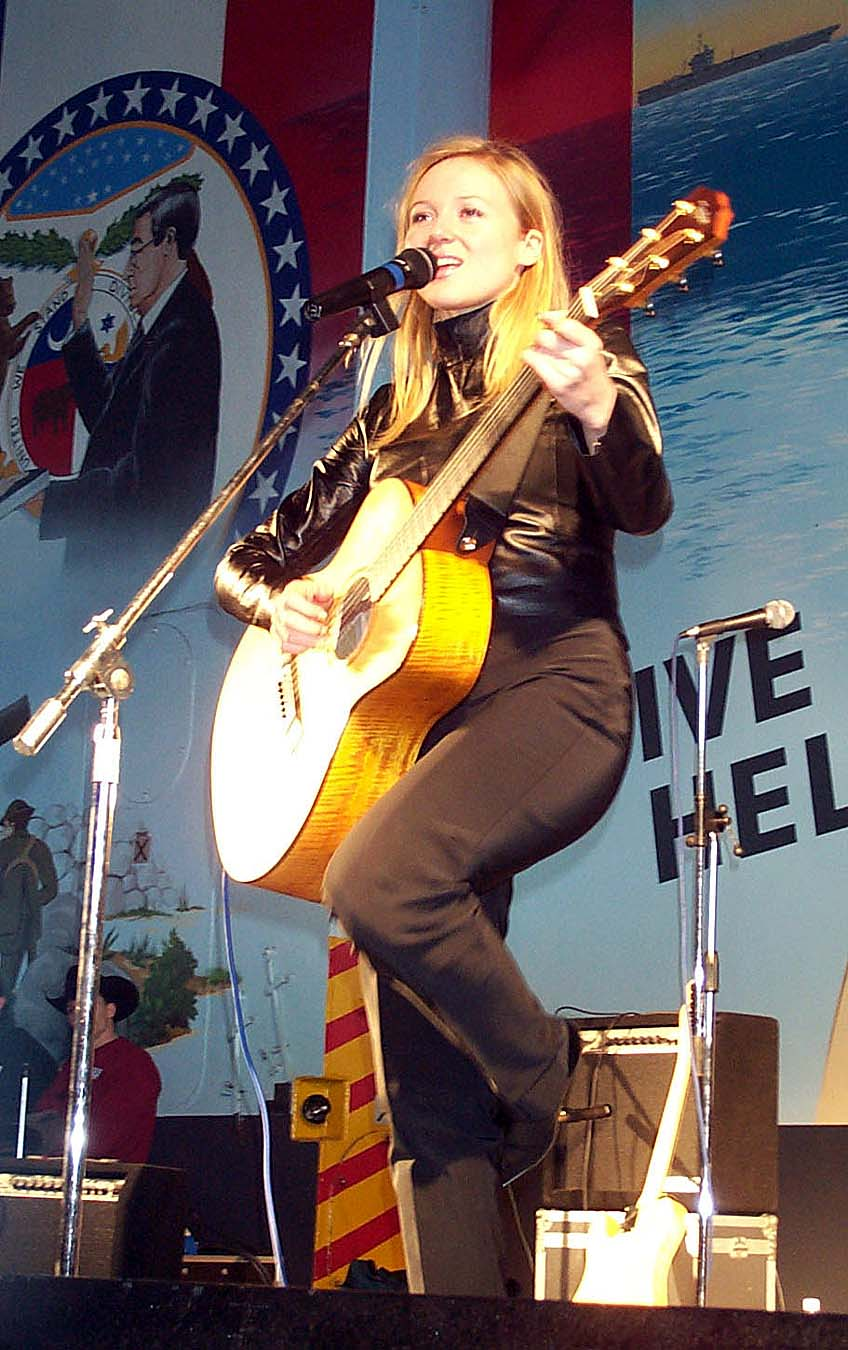
2000年，珠儿为美国军队演唱。

1998年1月，在圣地亚哥举行的第32届超级碗开幕式上，珠儿受邀演唱美国国歌。开幕式主持人介绍珠儿时称她是“圣地亚哥自己的珠儿！”但是，之后外界批评她用电子录音假唱。人们明显注意到，珠儿错过了入场提示，而且歌曲开头几个字没有做口型。超级碗制作方因此承认，他们确实试图让所有演出者预先录下他们的声音。在 2003年NBA总决赛上，珠儿在新泽西网队的一场主场比赛中再次演唱美国国歌。
1998年2月，珠儿与她的第一个经纪人Inga Vainshtein分道扬镳。当时，她正在与Daniel Lanois讨论她的第二张专辑。但是，在结束了与Vainshtein的合作关系并且将她的职业管理交给她母亲打理后，她突然改变了创作方向，让Patrick Leonard取代了Lanois。Patrick Leonard制作了一张更具有流行音乐风格的专辑。 1998年，专辑《Spirit》发行。这张专辑在公告牌二百强专辑榜上最高位列第3名，在美国的销量超过400万张。单曲《Hands》在公告牌百强单曲榜上排名第6。她紧接着发行了其他单曲：新版《Jupiter (Swallow the Moon》、由珠儿参演的即将上映的电影的主题曲《What's Simple Is True》和慈善单曲《Life Uncommon》。
一年后，也就是1999年11月，珠儿发行了专辑《Joy: A Holiday Collection》。这张专辑的销量超过100万张，在公告牌二百强专辑榜上最高位列第32位。她用这张专辑的单曲《Joy to the World》制作了这张专辑的封面。

2001年11月，专辑《This Way》发行。这张专辑在公告牌二百强专辑榜排行榜上最高位列第9名，在美国的销量超过150万张。珠儿凭借单曲《Standing Still》荣获美国歌手前30名。其他单曲有《Break Me》、《This Way》和《Serve the Ego》，凭借后者，珠儿首次在俱乐部获得第一名的头衔。

### 专辑《0304》
2003年，珠儿发行了专辑《0304》。她在这张专辑的唱片套的注释中写道，“我想要制作一张用现代的方式诠释大乐队音乐的唱片。这张唱片要用抒情诗的方式来表达，就像科尔·波特（Cole Porter）那样，而且唱片要有大量的摇摆乐。非常感谢Lester，因为当我告诉他，我要向制作一张揉合了舞蹈、都市音乐和民谣在内的唱片时，他看着我，没有觉得我不正常。”单曲《Serve the Ego》获得很大的成功，在此之后，珠儿发行了单曲《Intuition》，开始转向更加偏重流行音乐的歌曲。这首单曲，不同于她以往只用一把吉他作为乐器的民谣风格，开始用法国手风琴作为乐器，并且尝试用电子合成器来制作舞曲流行音乐的节拍。这首单曲获得了成功，分别在公告牌成人流行音乐排行榜和公告牌百强单曲榜上排名第5名和第20名。尽管使用了不同的声音，这首歌曲歌词方面仍类似于她以往的作品。它提到了大量的文化，包括流行歌星珍妮弗·洛佩兹、模特姬·摩丝、杂志、电影文化和商业主义。

### 专辑《Goodbye Alice in Wonderland》
2006年5月2日，珠儿发行了第6张专辑《Goodbye Alice In Wonderland》。尽管人们对这张专辑的评价不一，但这张专辑仍然在公告牌专辑排行榜上名列第8名。这张专辑在发行后的第一周达到82,000张的销量。主打单曲《Again and Again》在广播成人歌曲前40名排行榜（Adult Top 40 Radio）上获得成功，最高达到16名。第2首单曲《Good Day》于6月下旬在电台播放，并且在成人流行歌曲排行榜（Adult Pop Songs）上最高位列第30名。Yahoo! Launch上出现的她的下一首单曲《Stephenville, TX》的音乐电视。在拍摄了她在德克萨斯州的农场后，珠儿决定让摄影师库尔特·马库斯为歌曲《Goodbye Alice in Wonderland》拍摄音乐电视。《Market Wire》商业期刊上的一篇评论称，因为珠儿的公共关系小组的广泛宣传，“这份家园摄像剪辑完美地反映了这首歌曲的本来的声音和它浓厚的自传风格的故事。”

截至2006年12月，这张专辑只卖出超过270,000张，使它成为珠儿的第一张未能完成金唱片销量的唱片。CMT的音乐批评家Timothy Duggan称赞这张专辑说：“这张专辑展示了珠儿作为抒情诗人的独特才能以及她在音乐才能上的成长。如果珠儿那时就有她现在具备的音乐知识的话，那么《Pieces of You》就能达到这首单曲的成就了。总而言之，这首单曲令人非常满意”。 但是，《滚石》称，这张专辑“制作即过火，又欠缺火候”，如果一共有5星的话，只能评2星。
到目前为止，这张专辑的销量仅超过377,000张。
珠儿为新歌《Quest for Love》发行了一个音乐电视，这首新歌是电影《亚瑟和他的迷你王国》（Arthur and the Invisibles）中的主打歌曲。这首歌只能在2007年1月发行的电影《亚瑟和他的迷你王国》的音带上找到。

### 专辑《Perfectly Clear》
2007年1月上旬，珠儿与詹森·迈克尔·卡罗尔录制一首二重唱《No Good in Goodbye》，这是卡罗尔的二重唱CD《Waitin' in the Country》中的特别单曲。珠儿还为威讯黄页出现在波士顿的马萨诸塞州海湾交通局，作为一种广告宣传，她在移动的地铁火车上演唱，然后又在南站举行了一场长达一小时的音乐会。在波士顿全球（Boston Globe）对她的一次采访中，珠儿证实她不再附属于唱片公司，并且还证实了大西洋唱片在她最近一张唱片的销量不佳的情况下，没有与她续约的谣言。她还暗示说，下一张专辑她想制作一张乡村音乐专辑。她与有名的Big & Rich的约翰·里奇合作。他说，她“很可能是有史以来最伟大的美国歌手兼作曲家之一”。他还说，当时“Nashville的每家唱片公司”都想说服她签约。

2007年11月，珠儿与Valory音乐公司签约，这家唱片公司是独立的大机器唱片公司新成立的一个部门。她的首张乡村音乐专辑《Perfectly Clear》于2008年6月3日发行，第一周售出48,000张唱片。这张专辑分别在公告牌乡村音乐专辑排行榜和公告牌二百强专辑榜上位列第1名和第8名。第二周，这张专辑在公告牌二百强专辑榜和公告牌乡村音乐专辑排行榜上的排名分别下滑至第25名和第5名，第二周的销售量预计在75,000张。

2008年1月17日，这张专辑的主打单曲《Stronger Woman》在美国国家广播中播放，进入公告牌热门乡村歌曲排行版的前20名。2008年4月26日，在2008乡村音乐排行榜位列第13名。2008年6月23日，下一首单曲《I Do》在广播中播放。这首单曲的音乐电视由她的丈夫泰·莫瑞主演。这张单曲最高排名第28名。紧随其后的是《Till It Feels Like Cheating》，位列第57名。

2009年5月下旬，《Perfectly Clear》在澳大利亚发行。2009年6月，Humphead Records唱片公司在欧洲发行了这张专辑。欧洲发行的专辑还包括《Stronger Woman》的音乐电视。

### 专辑《Lullaby》

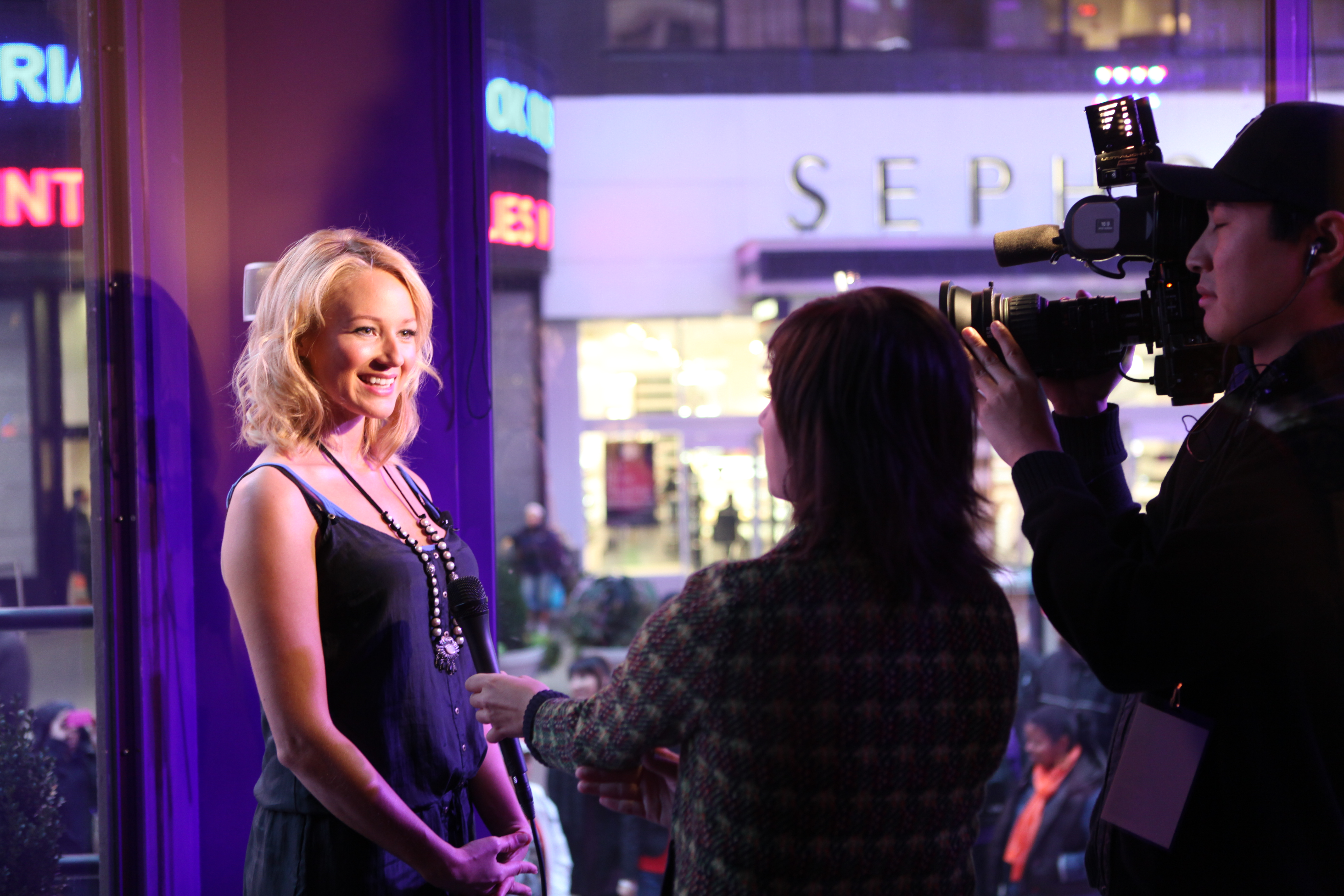
2009年，珠儿在Yahoo! Launch中接受采访。

2009年年初，珠儿宣布发行一张新的音乐电视专辑叫做《Lullaby》，这张专辑是一张摇篮曲的合集，珠儿说这张专辑‘不止是献给儿童，同时也是献给成人的一张专辑’。同年3月17日，这张专辑的主打单曲《Somewhere Over The Rainbow》被收录到iTunes中。这张专辑于同年5月5日发行。专辑发行当周，《Somewhere Over the Rainbow》位列最佳儿童歌曲排行榜的第一名。她还录制了与R&B歌手泰瑞斯的一首二重唱，同时还发行了他的喜剧《Mayhem》。这首歌曲被称作《Make It Last》。这首歌曲原本是打算被用于电影《变形金刚：复仇之战》的声带，但是最终没有出现在声带名单上。

### 专辑《Sweet and Wild》
2010年1月，珠儿发行了专辑《Stay Here Forever》，这张专辑是电影《情人节》的声带。它还是2010年6月8日珠儿发行的第9张电视音乐专辑《Sweet and Wild》的主打歌曲。这首单曲首次发行后，在美国热门乡村歌曲排行榜上位列第48名，2010年5月升至第34名。2010年5月17日，《Satisfied》作为这张专辑的第二首单曲发行，最高位列第57名。2010年10月10日，珠儿发行了《Sweet and Wild》的第三首单曲《Ten》。2010年10月15日，这首单曲在热门乡村歌曲排行榜上的首次排名为第55名，两周后最高达到第51名。她目前正在制作一张儿童音乐专辑，这张专辑也可供成人欣赏。

## 电影和戏剧
1999年，珠儿在李安导演执导的电影《与魔鬼共骑》中担任主演。1995年，珠儿在《绿野仙踪音乐会：梦想成真》的《梦想成真》版中扮演桃乐思。她还在《Walk Hard: The Dewey Cox Story》中担任配角，扮演她自己。

### 与明星共舞
2009年2月8日，珠儿与她的丈夫泰·莫瑞打赌，宣布与黛米蒂·查普林一起参加第八季的《与明星共舞（美国电视系列）》。但是，季度出演前五天，珠儿两腿的胫骨受到应力性骨折，被迫退出演出。

## 写作
1998年，珠儿出版了一本名叫《A Night Without Armor》的诗歌。虽然这本诗集的销量超过100万本，而且进入了纽约时报畅销书榜，但是人们对这本诗集的评价不一。在1998年的一次MTV采访中，库尔特·劳德尔指出，珠儿在她的书中错误地使用了“偶然”一词（这个词原本是指“偶然”），珠儿的回应是“能指出这点真聪明。”
2000年，珠儿继续撰写名为《Chasing Down the Dawn》的自传，这本自传是一本日记和随想的合集，详细记录了她在阿拉斯加的成长，以及她在路上学习技巧的努力。珠儿计划出版一本名叫《爱情诗歌》的书，这是她出版的第三本书，这本书对她与她的男友泰·莫瑞的关系做了非常隐私的描述。因为珠儿担心莫瑞的母亲反对她公开隐私，这本书在出版前几个月被取消出版。

## 慈善事业
1995年，珠儿在《绿野仙踪音乐会：美梦成真》中演出，这是林肯中心的一个流行音乐剧，受益人是儿童防卫基金会这场演出最初是在特纳网络电视（TNT）上播放的，1996年发行CD和录像制品。

珠儿与她的妈妈Lenedra J. Carroll及她的哥哥谢恩·克尔奇（Shane Kilcher）一起成立了一个非营利性质的机构，叫做人性更好的一面基金会（Higher Ground For Humanity）。这家机构致力于教育、可持续性改善并与类似机构建立合作关系。珠儿将她的部分收入捐赠给该机构，并且经常举办演出来帮助该机构。珠儿提供这家机构的大部分资金，因此这家机构与珠儿的事业相依并行。截至2005年，这家机构的活动有所减少。
2006年9月，作为终生电视台（Lifetime Television）的与乳癌作斗争（Stop Breast Cancer for Life）活动的一部分，珠儿向国会山提供了超过1200万的请愿签名，要求国会通过两党连立的《2005乳癌病人保护法》（S 910/HR1849）。这项法案将禁止“直接的”乳房切除术的做法，这种手术仅几小时后，病人就出院了。

珠儿担任2006年在华盛顿特区举办的Homeless Walk的荣誉主席。

### 清洁水项目
1999年，清洁水项目启动后，人性更好的一面基金会的主要工作重点是，致力于发展中国家的清洁水。清洁水项目在南美国、美洲中部、印度和非洲开展，项目的目的是打造井和水过滤系统。其中一个项目是，通过太阳能泵的作用，恢复水井的建造，帮助非洲坦桑尼亚的Sukenia地区的马赛人。在清洁水项目开展之前，村民们要步行10小时才能得到清洁的水。其他项目已经在Malakkara、印度、Gualcea、洪都拉斯、Sisoguichi、墨西哥和孟加拉国开展。

### 清洁水项目：名人歌词拍卖
2008年11月，珠儿开始与几十名歌手兼作曲家合作，撰写并拍卖他们的抒情诗，将拍卖所得捐献给她的“清洁水项目”慈善事业。除了珠儿自己以外，许多歌手和作曲家已经捐赠了他们的手写抒情诗，其中包括帕特里克·戴维斯（Patrick Davis）、阿拉巴马（乐队）的兰迪·欧文（Randy Owen）、约翰·麦伦坎普（John Mellencamp）、詹森·玛椰兹（Jason Mraz）、格瑞辰·威尔森（Gretchen Wilson）和玛夫·格林（Marv Green）。大部分抒情诗是写在纸上，并由作曲家签名的，凯特·派瑞（Katy Perry）的《I Kissed A Gir]》除外。许多艺术家除了撰写抒情诗（并签名）以外，还作画来说明他们所作的诗歌。这项拍卖活动从2008年12月1日持续到2008年12月18日，由CMT和维珍唱片（Virgin Music）推广。有些抒情诗公开拍卖，包括《So Small》、《Foolish Games》、《I'm Yours》、《I Kissed A Girl》、《St. Elmo's Fire》、《Live Like You Were Dying》、《I Don't Need A Man》、《Superman (It's Not Easy)》和《Redneck Woman》。拍卖的官方截止日期是2008年12月18日，卖价最高的是珠儿的签名歌曲《You Were Meant For Me》，售价为1505$，《Who Will Save Your Soul》和《Hands》的卖价都被抬高到1005美金以上。珠儿承诺，12月18日之前售出的所有抒情诗都会在圣诞节前送出。拍卖于12月18日大体结束后，克雷格·威兹曼（Craig Wiseman）和厄内尔·昂斯沃斯（Ernie Ashworth）的两首新诗被拍卖，拍卖截止日期为2009年1月。

## 音乐唱片分类目录

### 专辑
录音室专辑
- 1995年:  《Pieces of You》
- 1998年:  《Spirit》
- 1999年:  《Joy: A Holiday Collection》
- 2001年:  《This Way》
- 2003年:  《0304》
- 2006年:  《Goodbye Alice in Wonderland》
- 2008年:  《Perfectly Clear》
- 2009年:  《Lullaby》
- 2010年:  《Sweet and Wild》
- 2011年:  《The Merry Goes' Round》